# Grazio Braccioli
Grazio Braccioli (Ferrara, 1682 – 26 luglio 1752) è stato un letterato, librettista e giurista italiano.

## Biografia
Nato da una famiglia di commercianti e fratello maggiore del pittore Giovanni Francesco Braccioli, intorno ai vent'anni cominciò a partecipare all'Accademia dell'Arcadia, movimento letterario che nasceva in quegli anni e si era diffuso in breve tempo in Italia in antitesi al barocco. Con il nome pastorale di Nigello Preteo fu iscritto alla colonia ferrarese dell'Accademia ed esercitò la sua vena poetica con versi composti in occasione di nozze o di altri eventi pubblici. In seguito si dedicò a studi di retorica, di filosofia e di diritto, ma la maggior parte dei suoi scritti non è probabilmente mai arrivata alle stampe tanto che, pur avendo goduto in vita della stima e del successo del pubblico, all'indomani della sua morte fu ricordato quasi esclusivamente per la sua attività di librettista. 
I suoi "drammi per musica" furono composti prevalentemente a Venezia, città in cui dovette operare con continuità almeno in due periodi tra il secondo e il terzo decennio del settecento, come testimoniano le date dei libretti stampati nella città lagunare in occasione della rappresentazione delle opere, tutte al Teatro Sant'Angelo. Entro un arco cronologico che spazia fra il 1711 e il 1727 furono rappresentati infatti dieci melodrammi, tra cui il celebre Orlando furioso musicato da Giovanni Alberto Ristori e successivamente rimaneggiato in più riprese da Antonio Vivaldi.
Nella Biblioteca Ariostea di Ferrara è custodito un suo manoscritto inedito, Guida alli dilettanti di pittura per visitare le chiese, oratori, scuole e pubbliche fabbriche di Venezia del dottor Grazio Braccioli ferrarese. Il manoscritto, riscoperto e segnalato nel 1964 dal viennese Otto Kurz, storico dell'arte, contiene ampie e dettagliate testimonianze di prima mano sull'ambiente artistico veneziano, allora al centro di scambi internazionali, sul vivace confronto tra le varie forme d'arte (letteratura, pittura, scenografia, musica) e il mecenatismo dell'epoca.
Gli annali dell'Università di Ferrara citano il Dottor Grazio Braccioli come giurista (causidicus) che tenne lezioni di giurisprudenza ed esercitò l'attività forense, oltre ad essere docente in materie filosofiche (philosophus) e, in quanto poeta e drammaturgo, come esponente della cultura settecentesca.
I suoi solidi rapporti con il mondo artistico e culturale veneziano gli permisero di introdurvi anche suo fratello Giovanni Francesco, più giovane di quindici anni che, oltre a condividere come pittore lo stesso interesse per l'arte, si associò a lui anche in una impresa editoriale.